# Izaak Jungermann
Izaak Icek Wolf Jungermann (ur. 14 lipca 1896 w Będzinie, zm. w 1919) – podoficer Wojska Polskiego w II Rzeczypospolitej, kawaler Krzyża Srebrnego Orderu Virtuti Militari.

## Życiorys
Jego ojcem był Joel Zysia, a matką Elster Szajndla Pasmantier.
Po ukończeniu szkoły powszechnej pracował jako blacharz. Na początku sierpnia 1914 wstąpił do oddziałów strzeleckich, w których otrzymał przydział do batalionu uzupełniającego. W tym samym miesiącu wcielono go w szeregi Legionów Polskich, z przydziałem do 1 kompanii w I batalionie 1 pułku piechoty. Następnie przeniesiony został do 3 kompanii tegoż batalionu, w której pełnił służbę do połowy lipca 1915 roku. Jako dowódca patrolu sanitarnego wyróżnił się w czasie bitwy pod Przepiórowem (maj 1915), kiedy to pod huraganowym ogniem nieprzyjaciela wyniósł z pola bitwy ciężko rannego kpt. Hellera i konającego sierż. Aleksandra Bartkowskiego, a kilku innych rannych opatrzył. Następnie skierowany został do szpitala w Tarnowie, a po wyleczeniu ponownie brał udział w walkach. Podczas bitwy pod Wielkim Miedwieżem (listopad 1915 r.) z wielką odwagą i poświęceniem wykonywał swoje obowiązki podoficera sanitarnego. Za czyny odwagi wykazane w tych bitwach odznaczony został Krzyżem Srebrnym Orderu Virtuti Militari . Nadanie to zostało następnie potwierdzone dekretem Wodza Naczelnego marszałka Józefa Piłsudskiego L.1300 z 17 maja 1922 roku (opublikowanym w Dzienniku Personalnym Ministerstwa Spraw Wojskowych Nr 1 z dnia 4 stycznia 1923 roku). Uczestniczył we wszystkich bojach swego macierzystego pułku. W kwietniu 1917 roku przebywał na rekonwalescencji w Kamieńsku. Przedstawiony został do odznaczenia Krzyżem Wojskowym Karola . 
Od listopada 1918 służył w odrodzonym Wojsku Polskim, uczestnicząc w walkach na Froncie Litewsko-Białoruskim. W toku swej służby został awansowany do rangi sierżanta. Zaginął w roku 1919, a miejsce jego spoczynku pozostaje nieznane. Izaak Jungermann nie zdążył założyć rodziny.
Za pracę w dziele odzyskania niepodległości błogosławionej pamięci Izaak Jungermann został, na mocy zarządzenia prezydenta Rzeczypospolitej Ignacego Mościckiego z dnia 24 maja 1932 odznaczony Krzyżem Niepodległości.

## Ordery i odznaczenia
- Krzyż Srebrny Orderu Virtuti Militari nr 7209[4][1]
- Krzyż Niepodległości[b]
- Brązowy Medal Waleczności (Austro-Węgry)